# Gustave Guillaume
Gustave Guillaume (Parijs, 16 december 1883 – aldaar, 3 februari 1960) was een Frans linguïst, die beschouwd wordt als een voorloper van het cognitivisme. Tijdens zijn leven was hij steeds een buitenbeentje binnen de linguïstiek, en onderhevig aan heftige kritiek.

## Leven
Guillaume was de zoon van schilder Gustave-Achille Guillaumet. Na tot 1896 vijf jaar op een protestantse school te hebben gezeten, onderwees hij Frans aan Russischtaligen en werkte hij in een bank. In 1917 behaalde hij zijn diploma aan de École pratique des hautes études, alwaar hij les volgde bij Antoine Meillet, en hij ontving in 1919 de Prix Volney, en later nogmaals in 1929. In 1921 ging hij als corrector in een drukkerij werken en in 1926 huwde hij een meisje wier dochter hij adopteerde, maar van wie hij later scheidde. Vanaf 1938 gaf hij les aan de École, dankzij de aanmoediging van Joseph Vendryes. Geleidelijk aan wekte hij de interesse van een aantal andere linguïsten, die, hoewel zijn ideeën allesbehalve mainstream waren, een soort Guillaumiaanse school stichtten. Zijn leerling Roch Valin richtte de hoofdzetel van deze school in aan de Université Laval in Quebec.

## Psychomechanica
De theorie van Guillaume druiste grondig tegen haar tijdgeest in, doordat zij zich niet, zoals het orthodoxe structuralisme, op de morfologische verschijning van taal richtte, maar uitging van de geestelijke processen die zich in het hoofd van de spreker afspelen. 
Elke uiting heeft een beperkte tijd nodig om uitgesproken te worden: deze tijd heet de temps opératif. Daarnaast speelt alles zich in een ruimte af; er is de ruimte van het generale, het particuliere, het abstracte en het concrete. Zo verklaart Guillaume het verschil tussen bepaalde en onbepaalde lidwoorden als een aantal linguïstische spanningsvelden versus een aantal discursieve spanningsvelden. Bijvoorbeeld, een uiting als 
- Een tafel is een stuk meubilair.

heeft een universaliserende tendens, maar is gericht op het enkelvoud en wordt derhalve vroegtijdig particulariserend.
Daarentegen is 
- De tafel is een stuk meubilair.

eveneens universaliserend, maar wordt tijdens de temps opératif laattijdig geïnterpreteerd als generaliserend; deze zin is gericht op het universele (voorbeelden uit Joly 1986). Het verschil met de eerste zin zit dus in het tijdstip tijdens de temps opératif waarop de spreker beslist de zin universaliserend te maken: een beweging van het specifieke naar het generale heet extensief; een beweging van het generale naar het specifieke heet anti-extensief. Daarenboven veronderstelt Guillaume, naast extensief/anti-extensief en singulier/universeel nog een verhouding tussen abstract en concreet; deze wordt echter slechts met een nulmorfeem uitgedrukt. Al deze mogelijkheden behoren tot de potentiële uitdrukking; daarnaast is er uiteraard de uiting zelf binnen het discours: hierin wordt de betekenis gedefinieerd door voornoemde spanningsvelden, alsmede de oriëntatie van de spreker naar het sluitende en het openende, en door de opeenvolging van deze processen binnen de temps opératif. Deze spanningen noemt Guillaume het cinétisme; tot op zekere hoogte is deze notie vergelijkbaar met de latere conceptualisation van Ronald Langacker. 
Voor werkwoordstijden hanteert Guillaume een vergelijkbare constellatie; de door de spreker genomen beslissingen worden hierin bepaald door chronotheses, rekening houdend met het niveau d'incidence en het niveau de décadence: een actie die, bij wijze van spreken, ergens 'in de lucht hangt', vindt plaats op de temporele as. De positie ten opzichte van het heden bepaalt mede de gebruikte werkwoordstijd. Guillaume onderscheidt tevens completie van suppletie en maakt zo een onderscheid tussen verschillende soorten pronomina (waarbij een completief pronomen niet op zichzelf kan staan).
Deze methode van taalbenadering wordt de psychomechaniek van de taal genoemd.

## Receptie
Zoals opgemerkt door Richard Epstein is een van de grote moeilijkheden van Guillaume dat zijn terminologie heel persoonlijk is, en zijn analyses doorgaans op een erg abstract niveau plaatsgrijpen. Daarenboven moet men, om hem te begrijpen, bereid zijn mee te gaan in het concept van de psychomechanica. Net in de vroege twintigste eeuw vierde het structuralisme hoogtij: de onderlinge vergelijking van taalvormen primeerde, en men bekommerde zich nauwelijks om de cognitieve processen die bij taalproductie aanwezig zijn. Het is dan ook verre van toevallig, dat de grootste navolging van Guillaume uit cognitivistische hoek komt: Guillaume poogt alles wat de taal is te verklaren vanuit de conceptuele spanningen (tensions) die tijdens het spreken in het hoofd plaatsgrijpen. Zijn ideeën werden vaak aangewend om controverses binnen de taalkunde te lijf te gaan; zo kan men met behulp van Guillaume aantonen dat het het lidwoord is dat een nominale woordgroep domineert, en niet, zoals men traditioneel uit intuïtieve overwegingen aannam, het zelfstandig naamwoord (Hewson 1991): dit strookt met de bevindingen van Richard Hudsons woordgrammatica. Bijwijlen komen de concepten van Guillaume desalniettemin hermetisch over, en een hiërarchische analyse van syntactische structuren is niet aan hem besteed. Hij heeft dan ook nooit navolging gekregen bij de dominante Amerikaanse linguïstische scholen.

## Belangrijke werken
- 1911 Méthode Guillaume. Préparation aux divers certificats d'aptitude à l'enseignement de la langue française en Russie. Textes et exercices.
- 1911 Etudes de grammaire logique comparée. Les passés de l'indicatif français, allemands et russes.
- 1919 Le problème de l'article et sa solution dans la langue française.
- 1929 Temps et verbe. Théorie des aspects, des modes et des temps.
- 1939 Comment se fait un système grammatical.
- 1945 L'architectonique du temps dans les langues classiques.
- 1952 La langue est-elle ou n'est-elle pas un système?
- 1953 Psycho-systématique et psycho-sémiologie du langage.
- 1958 Observation et explication dans la science du langage.
- 1964 Langage et science du langage. (verzamelwerk)
- 1971-73 Leçons de linguistique (3 delen)